# Pordenone megye
 Pordenone  megye (olaszul Provincia di Pordenone , friuliul Provincie di Pordenon Friuli-Venezia Giulia régió egyik megyéje Északkelet-Olaszországban.

## Földrajza
A megye Udine, Belluno, Treviso és Velence (Venezia) megyékkel, valamint az Adriai-tengerrel határos. 1968-ban hozták létre.

## Községei
Területén 51 község található:
- Andreis
- Arba
- Arzene
- Aviano
- Azzano Decimo
- Barcis
- Brugnera
- Budoia
- Caneva
- Casarsa della Delizia
- Castelnovo del Friuli
- Cavasso Nuovo
- Chions
- Cimolais
- Claut
- Clauzetto
- Cordenons
- Cordovado
- Erto e Casso
- Fanna
- Fiume Veneto
- Fontanafredda
- Frisanco
- Maniago
- Meduno
- Montereale Valcellina
- Morsano al Tagliamento
- Pasiano di Pordenone
- Pinzano al Tagliamento
- Polcenigo
- Porcia
- Pordenone
- Prata di Pordenone
- Pravisdomini
- Roveredo in Piano
- Sacile
- San Giorgio della Richinvelda
- San Martino al Tagliamento
- San Quirino
- San Vito al Tagliamento
- Sequals
- Sesto al Reghena
- Spilimbergo
- Tramonti di Sopra
- Tramonti di Sotto
- Travesio
- Vajont
- Valvasone
- Vito d’Asio
- Vivaro
- Zoppola

## Demográfia

A megye lakosságának természetes növekedése 2010-ben

A legsűrűbben lakott községek Pordenone (1.347 fő/km²), Vajont (1.094 fő/km²), Sacile (623 fő/km²), Porcia (520 fő/km²) és Casarsa della Delizia (421 fő/km²).

## Nyelvek
A lakosok nagy része olasz anyanyelvű, azonban sokan  beszélik a friuli nyelvet is.

## Fordítás
- Ez a szócikk részben vagy egészben  a   Provincia di Pordenone című olasz Wikipédia-szócikk fordításán alapul.  Az eredeti cikk szerkesztőit annak laptörténete sorolja fel. Ez a jelzés csupán a megfogalmazás eredetét és a szerzői jogokat jelzi, nem szolgál a cikkben szereplő információk forrásmegjelöléseként.